# (25167) 1998 SO64
A (25167) 1998 SO64 a Naprendszer kisbolygóövében található aszteroida. Eric Walter Elst fedezte fel 1998. szeptember 20-án.